# Snö faller på cederträden
Snö faller på cederträden (originaltitel Snow Falling on Cedars) är en amerikansk dramafilm från 1999 i regi av Scott Hicks. 

## Handling
Året är 1951. En japansk-amerikansk man blir anklagad för mordet på en amerikansk fiskare. Tidningsreportern Ishmael Chambers (Ethan Hawke) ska bevaka rättegången, men då han är krigsveteran har han problem med att förhålla sig objektiv.

## Om filmen
Snö faller på cederträden i regi av Scott Hicks, som även skrivit filmens manus tillsammans med Ronald Bass. Manuset är baserat på David Gutersons roman Snö faller på cederträden. 
Filmens fotograf Robert Richardson nominerades för en Oscar för bästa foto.

## Rollista i urval
| Ethan Hawke     | – Ishmael Chambers         |
| Youki Kudoh     | – Hatsue Miyamoto          |
| Reeve Carney    | – Ishmael Chambers som ung |
| Anne Suzuki     | – Hatsue Imada som ung     |
| Rick Yune       | – Kazuo Miyamoto           |
| Max von Sydow   | – Nels Gudmundsson         |
| Richard Jenkins | – sheriff Art Moran        |
| Max Wright      | – Horace Whaley            |
| Željko Ivanek   | – Dr Whitman               |